# Кини Гноми (1982)
„Кини Гноми“ (на гръцки: «Κοινή Γνώμη», в превод Обществено мнение) е гръцки вестник, издаван в град Лерин (Флорина), Гърция, от 1982 година.

## История
Вестникът започва да излиза в 1982 година. Негов издател е Елени Мекаси–Сулиоти, а основен автор - професор Димитриос Сулиотис. Вестникът излиза три месеца като всекидневник и шест месеца като двуседмичник.